# Fedez
Fedez   (Milà, 15 d'octubre de 1989) és un raper Italià.

## Biografia
Va néixer a Milà el 15 d'octubre de 1989, però va créixer a la província, de Rozzano i Corsico. Fedez entra al món de la música, en participar en diverses competicions d'estil lliure, arribant a la final en 2008 en la tècnica perfecta Piemont 2008. Els principals temes que s'aborden en les seves cançons són en la seva majoria els assumptes socials anticapitalistes, declarant contra els polítics, la maçoneria i el comunisme.
En 2006 va gravar el seu primer EP homònim, DJ SID i Cidda, i a l'any següent van llançar el seu segon Pat-a -Cake EP. En 2010 va gravar el seu primer mixtape BCPT, que va participar en els artistes de l'escena hip-hop italià com Emis Killa, G. Soave i Maxi B. En el mateix any va publicar el tercer PE- Agio Diss, amb Vincenzo dona Via Anfossi dinamita i produït per JT. En la seva carrera ell era un membre de la tripulació Fedez BloccoRecordz abandonat poc després de la publicació de BCPT a causa de la música incompatibilitat.
El març de 2011, va produir el seu primer àlbum d'estudi Península. Al desembre del mateix any, va publicar el segon àlbum Il mio primo disco da venduto, produït per Tanta Roba, segell discogràfic Gue Pequeno DJ Harsh. L'àlbum va comptar amb la participació de molts artistes de l'escena del rap italià, com el ja esmentat Gue Pequeno Entics, Marracash, J - Ax, Jake Fúria i dues Fingerz. També en 2011, participa en l'àlbum del beatmaker Don Joe i DJ Shablo Thori i Rocce en la cançó Fuori luogo.  L'any següent va participar en l'àlbum Hanno ucciso l'Uomo Ragno 2012, en un duo amb Max Pezzali en la cançó Jolly Blue.

### Mr. Brainwash -L'Arte di accontentare
A través del seu canal de YouTube, Fedez va publicar una sèrie de tres videos titulat Zedef Cròniques, en la qual el raper explica algunes històries de la seva vida diària i anuncia que està treballant en el tercer àlbum d'estudi, titulat Mr. Brainwash - L'art de complaure previst per l'any 2013. En aquest àlbum el raper va anunciar algunes noves característiques, incloent una cançó interpretada amb la guitarra. El 12 de desembre de 2012 rep 4 nominacions als MTV Hip-hop Awards 2012: Millor Nou Artista, Millor Directe, Vídeo de l'Any (amb Faccio brutto) i Cançó de l'Any (també amb Faccio brutto) de la qual va ser guanyador.
El 29 de gener de 2013, el senzill va ser llançat en iTunes Store Si scrive schiavitù si legge libertà, seguit pocs dies després pel segon single Dai cazzo Federico. L'1 de març va sortir el tercer single Cigno nero, fet amb la participació de Francesca Michielin, el vídeo es va publicar tres dies després.
El 5 de març, es publica Sig. Brainwash - L'arte di accontentare , que durant la primera setmana de la revelació, es col·loca en la primera posició de la taula italiana i després de tan sols vint dies després del llançament, l'àlbum supera 30.000 còpies, obtenint un disc d'or. El 20 de maig de 2013 (prop de dos mesos després de la seva publicació) Sig. Brainwash - L'arte di accontentare és certificat platí per 60 mil còpies venudes, en el mateix mes que Fedez va rebre una nominació en els premis MTV en la categoria Superman. 
El 31 de maig, és publica Alfonso Signorini (eroe nazionale) . El seu vídeo es va llançar el 14 de juny, més tard, el 6 d'agost va ser publicat Bocciofili, single del raper Dargen D'Amico contingut en l'àlbum Vivere aiuta a non morire i es va realitzar juntament amb Fedez i el mateix Mistico. El 18 d'octubre Sig. Brainwash - L'arte di accontentare supera les 120.000 còpies venudes, convertint-se en doble platí.
Al desembre, el raper J- Ax va anunciar que havia establert un nou segell discogràfic independent, juntament amb Fedez, el Newtopia.

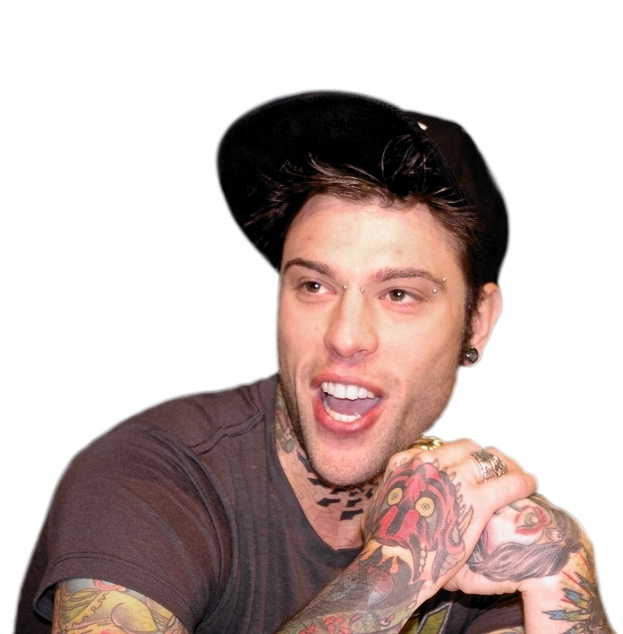

## Premis i distincions
| Any  | Esdeveniment           | Categoria                   | Nomination                                                | Resultat  |
| ---- | ---------------------- | --------------------------- | --------------------------------------------------------- | --------- |
| 2012 | MTV Hip-hop Awards     | Best New Artist             | Fedez                                                     | Candidat  |
| 2012 | MTV Hip-hop Awards     | Song of the Year            | Faccio brutto                                             | Guanyador |
| 2012 | MTV Hip-hop Awards     | Video of the Year           | Faccio brutto                                             | Candidat  |
| 2012 | MTV Hip-hop Awards     | Best Live                   | Fedez                                                     | Candidat  |
| 2013 | MTV Awards 2013        | Superman                    | Fedez                                                     | Candidat  |
| 2013 | MTV Awards 2013        | Instavip                    | Fedez                                                     | Guanyador |
| 2014 | Music Awards 2014      | Premio CD Multiplatino      | Sig. Brainwash - L'arte di accontentare (Diamond Edition) | Guanyador |
| 2015 | Wind Music Awards 2015 | Premio CD Multiplatino      | Pop-Hoolista                                              | Guanyador |
| 2015 | Wind Music Awards 2015 | Premio Singolo Multiplatino | Magnifico                                                 | Guanyador |
| 2015 | MTV Italia Awards 2015 | Superman                    | Fedez                                                     | Candidat  |
| 2015 | Summer Festival        | Canzone dell'estate 2015    | Magnifico                                                 | Candidat  |

## Crítiques
La crítica identifica algunes febleses en Fedez:. Una mica d'enginy en l'ús de rimes i l'elecció de temes (considerat massa generalista) i la inseguretat en la mètrica
El rockit.it afegeix als seus punts febles també "rimes fàcils i tornades pop i horrible abús d'Auto-Tune [...], apte per satisfer i cobrir les necessitats dels consumidors de mandrosos".

## Discografia

### Àlbum d'estudi
- 2011 – Il mio primer disc dona venduto
- 2013 – Sig. ''Brainwash - L'arte di accontentare''
- 2014 – Pop-Hoolista

### Street album
- 2011 – Penisola che senar c'è

### Mixtape
- 2010 – BCPT
- 2011 – Tutto il contrari Remixtape

### EP
- 2006 – Fedez
- 2008 – Pat-a-Cake
- 2010 – Diss-Agio (amb Dinamite)

### Senzills
- 2010 – Anthem pt.1
- 2011 – Tutto il contrari
- 2011 – Penisola che senar c'è
- 2011 – Tu vorrei dire
- 2011 – Vota sì per dire no
- 2011 – Tu porto amb em
- 2011 – Appeso a testa in giù
- 2011 – Jet set
- 2012 – Vivere domani
- 2013 – Si scrive schiavitù si legge libertà
- 2013 – Dai ca*o Federico
- 2013 – Cigno nero (amb Francesca Michielin)
- 2013 – Alfonso Signorini (Eroe nazionale) (amb Elio)

### Col·laboracions
- 2007 – Madman feat. Fedez - Una più del diavolo
- 2009 – Fadamat feat. Fedez - Rap looser
- 2009 – Albe Ok feat. Fedez - Che ne sai di me
- 2009 – Michel feat. Fedez – Colpa del rap
- 2009 – Emis Killa feat. Fedez – Pum Pum Pum
- 2009 – Emis Killa feat. Fedez – Senar sota
- 2009 – Emis Killa feat. Fedez – D Love
- 2011 – Il Nano feat. Fedez i Jake La Fúria – Tu stai facendo un film
- 2011 – Do Joe i DJ Shablo feat. Fedez, Canesecco & Gemitaiz – Fuori luogo
- 2011 – Mondo Marcio feat. Fedez – Cattiva influenza
- 2011 – Marracash feat. Entics i Fedez – Senar passerà
- 2011 – Denny La Home feat. Fedez – Miracle
- 2012 – Gué Pequeno feat. Fedez – L'idea sbagliata
- 2012 – Max Pezzali feat. Fedez – Jolly Blue
- 2013 – Ted Bee feat. Fedez – Punk's Not Dead
- 2013 – Dargen D'Amico feat. Fedez i Mistico - Bocciofili
- 2013 – Gué Pequeno feat. Fedez – Indelebile
- 2014 – Francesca Michielin feat. Fedez – Magnifico
- 2016 – Mika feat. Fedez – Beautiful Disaster